# ...But Seriously
... But Seriously е четвъртият студиен албум на Фил Колинс. Записан е в The Farm, Съри, Англия, и в A & M Studios, Лос Анджелис, САЩ. Пуснат е в продажба на 7 ноември, 1989.
На 10 юни 2016 г. е пусната 2-дисково версия на албума, която съдържа живи песни и демонстрации.

## Песни

### Компактдиск
1. „Hang In Long Enough“ – 4:44
2. „That’s Just the Way it is“ – 5:10
3. „Do You Remember?“ – 4:36
4. „Something Happened on the Way to Heaven“ – 4:50
5. „Colours“ – 8:51
6. „I Wish It Would Rain Down“ – 5:28
7. „Another Day in Paradise“ – 5:21
8. „Heat on the Street“ – 3:51
9. „All of My Life“ – 5:36
10. „Saturday Night And Sunday Morning“ – 1:26
11. „Father to Son“ – 3:34
12. „Find a Way to My Heart“ – 6:08

### Винилова плоча
1. „Hang In Long Enough“ – 4:44
2. „That's Just the Way it is“ – 5:10
3. „Find a Way to My Heart“ – 6:08
4. „Colours“ – 8:51
5. „Father to Son“ – 3:34
6. „Another Day in Paradise“ – 5:21
7. „All of My Life“ – 5:36
8. „Something Happened On the Way to Heaven“ – 4:50
9. „Do You Remember?“ – 4:36
10. „I Wish It Would Rain Down“ – 5:28